# Hüttenberger Land
Der Hüttenberg ist nur ein niedriger Höhenrücken östlich von Niederkleen. Dennoch hat das Hüttenberger Land vermutlich von ihm seinen Namen. 
Der Name Hüttenberg wird erstmals 1246 im Zusammenhang mit einer Bestätigung der Gerichtsbarkeit der Grafen von Merenberg (Gleiberg) über 20 Dörfer durch König Konrad genannt. Noch früher sollen auf dem Hüttenberg Zentgerichte, die oft Tage und Wochen dauerten, abgehalten worden sein. Der Hüttenberg schrumpfte infolge von Erbteilungen auf 14 Dörfer zusammen, die 1396 bis 1703 von den Landgrafen von Hessen und den Grafen von Nassau gemeinsam verwaltet wurden. 
Das Hüttenberger Land rund um die Flusslandschaft des Kleebachs zwischen Wetzlar, Gießen und Butzbach, auch kurz „der Hüttenberg“ genannt, ist durch Tracht, Mundart und Bauweise der Hüttenberger Höfe und insbesondere der Hüttenberger Hoftore nicht ganz klar abzugrenzen, weil die Verbreitung der Tracht bzw. der typischen hohen Hoftore unterschiedlich ist und nur der Kernbereich zum ehemaligen Amt Hüttenberg gehört. 
Das historische Amt Hüttenberg (etwa auf dem Großenlindener Hügelland) umfasste die Orte Allendorf/Lahn, Annerod, Dornholzhausen, Dutenhofen, Ebersgöns, Großen-Linden, Hausen, Hochelheim, Hörnsheim, Kirch-Göns, Cleeberg, Lang-Göns, Leihgestern, Lützellinden, Niederkleen, Pohl-Göns, Rechtenbach, Vollnkirchen, Oberkleen, Volpertshausen und Weidenhausen, wobei Annerod und Hausen außerhalb des geschlossenen Gebietes der anderen Dörfer liegen.
Die Hüttenberger Tracht findet sich in allen Dörfern des ehemaligen Amtes und auch in Münchholzhausen, aber nicht in Hausen und Annerod. Die Hüttenberger Hoftore findet man jedoch im Süden bis Langenhain-Ziegenberg und Ober- und Nieder-Mörlen, im Osten bis Obbornhofen, Langsdorf und Steinbach und im Norden bis Krofdorf-Gleiberg. 
Da es unter den Dörfern kaum Gemeinsamkeiten gab, kamen die Bezeichnungen „Hüttenberg“ und „Hüttenberger Land“ erst ab 1900 auf: Sie standen für die „guten alten Zeiten“. Auch die „Hüttenberger Tracht“ entwickelte sich als gemeinsame Tracht relativ spät, nämlich etwa ab Mitte des 19. Jahrhunderts, mit nostalgischem Rückblick auf frühere Zeiten.
Das Hüttenberger Land liegt nahe der Dillstrecke und der Main-Weser-Bahn.